# Liste der Kulturdenkmäler in Elmshagen
Die folgende Liste enthält die in der Denkmaltopographie ausgewiesenen Kulturdenkmäler auf dem Gebiet des Ortsteils Elmshagen der Gemeinde Schauenburg, Landkreis Kassel, Hessen.
Hinweis: Die Reihenfolge der Denkmäler in dieser Liste orientiert sich an der Anschrift, alternativ ist sie auch nach der Bezeichnung oder der Bauzeit sortierbar.
Kulturdenkmäler werden fortlaufend im Denkmalverzeichnis des Landes Hessen durch das Landesamt für Denkmalpflege Hessen auf Basis des Hessischen Denkmalschutzgesetzes (HDSchG) geführt. Die Schutzwürdigkeit eines Kulturdenkmals hängt nicht von der Eintragung in das Denkmalverzeichnis des Landes Hessen oder der Veröffentlichung in der Denkmaltopographie ab.

Das Vorhandensein oder Fehlen eines Objekts in dieser Liste ist keine rechtsverbindliche Auskunft darüber, ob es Kulturdenkmal ist oder nicht: Diese Liste entspricht möglicherweise nicht dem aktuellen Stand der offiziellen Denkmaltopographie. Diese ist für Hessen in den entsprechenden Bänden der Denkmaltopographie Bundesrepublik Deutschland und im Internet unter DenkXweb – Kulturdenkmäler in Hessen einsehbar. Auch diese Quellen sind, obwohl sie durch das Landesamt für Denkmalpflege Hessen aktualisiert werden, nicht immer aktuell, da es im Denkmalbestand immer wieder Änderungen gibt.
Eine verbindliche Auskunft erteilt allein das Landesamt für Denkmalpflege Hessen.
Nutze diese Kartenansicht, um Koordinaten in der Liste zu setzen. In dieser Kartenansicht sind Kulturdenkmale ohne Koordinaten mit einem roten bzw. orangen Marker dargestellt und können in der Karte gesetzt werden. Kulturdenkmale ohne Bild sind mit einem blauen bzw. roten Marker gekennzeichnet, Kulturdenkmale mit Bild mit einem grünen bzw. orangen Marker.
| Bild                         | Bezeichnung                  | Lage                                                                 | Beschreibung | Bauzeit                      | Objekt-Nr. |
| ---------------------------- | ---------------------------- | -------------------------------------------------------------------- | --- | ---------------------------- | ---------- |
| Ehemaliges Forsthaus         | Ehemaliges Forsthaus         | Am Forsthaus 7 LageFlur: 2, Flurstück: 6/4                           | Forsthaus mit Wirtschaftsgebäude und Backhaus                                                                   | Um 1900                      | 88201 DDB  |
| Hofanlage                    | Hofanlage                    | Falkensteinstraße 1 LageFlur: 4, Flurstück: 70/2                     | Repräsentative, dreiseitige Hofanlage.                                                                          | 1854 (Inschrift, Herrenhaus) | 88202 DDB  |
| Einhaus                      | Einhaus                      | Falkensteinstraße 15 LageFlur: 4, Flurstück: 30/1                    | | Ende 18. Jahrhundert         | 88203 DDB  |
| Schandpfahl                  | Schandpfahl                  | Falkensteinstraße 28 LageFlur: 4, Flurstück: 48/8                    | Holzpfahl mit Eisenringen zum Festbinden der Hände, ursprünglicher Standort an der Gebäudeecke Wilhelmstraße 1. |                              | 88404 DDB  |
| Einhaus                      | Einhaus                      | Falkensteinstraße 38 LageFlur: 5, Flurstück: 34/2                    | Traufständiges zweigeschossiges Einhaus.                                                                        | Um 1750                      | 88204 DDB  |
| Einhaus                      | Einhaus                      | Karlstraße 1 LageFlur: 4, Flurstück: 43/7                            | | Nach 1750                    | 88205 DDB  |
| Einhaus                      | Einhaus                      | Karlstraße 2 LageFlur: 4, Flurstück: 33                              | | Nach 1750                    | 88302 DDB  |
| Einhaus                      | Einhaus                      | Karlstraße 3 LageFlur: 4, Flurstück: 133/41                          | | 18. Jahrhundert              | 88206 DDB  |
| Evangelische Kirche          | Evangelische Kirche          | Karlstraße 4 LageFlur: 4, Flurstück: 28/2                            | Dorfkirche mit Ursprüngen in der Romanik.                                                                       |                              | 88207 DDB  |
| Transformatorturm            | Transformatorturm            | Sprengelwiese (bei Falkensteinstr. 2) LageFlur: 1, Flurstück: 102/18 | Verputzter Turm mit Zeltdach.                                                                                   | Nach 1930                    | 88208 DDB  |
| Bild gesucht BW              | Fachwerkwohnhaus             | Steingasse 1 LageFlur: 4, Flurstück: 19/2                            | | Um 1750                      | 88211 DDB  |
| Altes Pfarrhaus, Alte Schule | Altes Pfarrhaus, Alte Schule | Wilhelmstraße 1 LageFlur: 4, Flurstück: 27/2                         | Ehemaliges Pfarrhaus und späteres Schulgebäude.                                                                 | 19. Jahrhundert              | 88211 DDB  |